# Eilema margarita
Eilema margarita är en fjärilsart som beskrevs av De Toulgoët 1956. Eilema margarita ingår i släktet Eilema och familjen björnspinnare. Inga underarter finns listade i Catalogue of Life.